# 蜂蜜之夏
《奇迹》 (義大利語：Le meraviglie)是一部2014年爱丽丝·洛瓦赫执导的意大利剧情片，获得第67届戛纳电影节评委会大奖。

## 剧情
一对夫妻带着四个女儿，在靠近海边的小农庄依靠养蜂过着自给自足的生活。有一天，一个德国少年犯在重新融入社会计划下进入到她们的生活，同时，一个名叫《神奇村庄》的真人秀节目也在这里选景拍摄，片中有美丽性感的主持人......这一切打乱了她们艰苦却简单平静的生活，尤其是进入青春期的大女儿吉索米拉，对外面的缤纷世界充满渴望。

## 角色
- Monica Bellucci
- Alba Rohrwacher
- Margarete Tiesel
- André Hennicke
- Sabine Timoteo
- Sam Louwyck

## 评价
影展评委尼古拉斯·温丁·雷弗恩表示：这是一个有关精神的影片，我看到最后忍不住哭了。影片混合了各种元素，结尾尤其令人震惊，观看这部影片我感觉就像在不断上升的飞机上，他还对其中女孩的表演也格外喜欢，“影片创造了属于自己的世界，而我就身在其中”。另一位评委索非亚·科波拉称赞本片是一个诗意之作，从摄影到表演都很出色。她还喜欢其中的女孩表演，以及那头神秘的骆驼。
2023年3月，本片在爛蕃茄發表「270部由21世紀女性執導的電影佳作」清單榜上有名。